# ميغيل راميريز
ميغيل راميريز (بالإسبانية: Miguel Ramírez)‏ (11 يونيو 1970 بسانتياغو في تشيلي - ) هو مدرب كرة قدم ولاعب كرة قدم تشيلي في مركز الدفاع، شارك في كأس العالم 1998. وشارك مع منتخب تشيلي لكرة القدم. أما مع النوادي، فقد لعب مع ريال سوسيداد وكولو-كولو ونادي أونيفرسيداد كاتوليكا ونادي مونتيري.

## مسيرته الكروية
لعب ميغيل راميريز خلال مسيرته الاحترافية مع 4 أندية في تسعة عشر موسمًا وسجل خلالها 38 هدفًا ضمن 477 مباراة. حيث فاز في أربعة مواسم بالكأس وفي ستة مواسم بالدوري.
خاض ميغيل راميريز مسيرته مع نادي كولو-كولو في موسم 1988 في المرة الأولى ليلعب معه ثمانية مواسم ثم في عامي 2004-2006 ولمدة موسمين، مشاركًا طوالها في 244 مباراة سجل خلالها 13 هدفًا. ثم انتقل إلى نادي ريال سوسيداد في موسم 1995–96 لمدة موسم واحد، حيث شارك في 10 مباريات ولم يسجل أي هدف. لينتقل بعدها إلى نادي مونتيري في موسم 1996–97 لمدة موسم واحد، مشاركًا في 34 مباراة ولم يسجل أي هدف أيضًا. ثم انتقل إلى نادي أونيفرسيداد كاتوليكا في موسم 1997 ليلعب معه سبعة مواسم، مشاركًا في 189 مباراة سجل خلالها 25 هدفًا.

## وصلات خارجية
- ميغيل راميريز على موقع الاتحاد الدولي (مؤرشف)  (الإنجليزية)
- ميغيل راميريز على موقع الاتحاد الأوربي (الإنجليزية)
- ميغيل راميريز على موقع قاعدة بيانات كرة القدم.إي يو (الإنجليزية)
- ميغيل راميريز على موقع ناشيونال فوتبول تيمز (الإنجليزية)
- ميغيل راميريز على موقع Soccerway.com (الإنجليزية)
- ميغيل راميريز على موقع عالم كرة القدم.نت (الإنجليزية)